# 1714

## أحداث
- 11 سبتمبر: نهاية حصار برشلونة والذي بدأ في 25 يوليو 1713.
- بداية الحرب العثمانية-البندقية في 9 ديسمبر 1714 والتي انتهت في 21 يوليو 1718.
- 7 مارس - توقيع معاهدة راستات بين النمسا وفرنسا لتنهي حرب الخلافة الإسبانية بينهما. تتلقى النمسا من إسبانيا الأراضي الإسبانية في إيطاليا - مملكة نابولي، دوقية ميلانو ومملكة سردينيا - وكذلك هولندا الجنوبية؛ ومن فرنسا فرايبورغ ولانداو. وصلت إمبراطورية هابسبورغ النمساوية إلى أكبر حد أراضيها حتى في عهد كارل السادس، خلفا لفيليب الخامس من اسبانيا كحاكم في الأراضي المتنازل عنها.

## مواليد
- ألاونغبايا
- ألكسندر جوتليب بومجارتن فيلسوف ألماني
- تشارلز همفريز سياسي أمريكي
- جان بابتيست ماري بييري رسام فرنسي
- جورج ديفيد انثون مهندس معماري دنماركي
- جوزيف سبنسر (محامي)
- جيمس تاونلي
- دايفيد ماير سياسي سويسري
- سوفي أكرمان ممثلة ألمانية
- سيباستيان سيلر
- فرانسوا كليمنت مؤرخ فرنسي
- كارل فيليب إيمانويل باخ
- ماثيو ثورنتون سياسي أمريكي
- محمد باشا الدرندلي جبه جي زاده سياسي وصدر أعظم عثماني
- منصور الشهابي
- ميشال فرديناند دي ألبرت دي ايلي عالم فلك فرنسي

## وفيات
- آن ملكة بريطانيا العظمى
- ماثيو هنري
- يوهان جيورج ألبيني الصغير